# Geçitli, Gerger

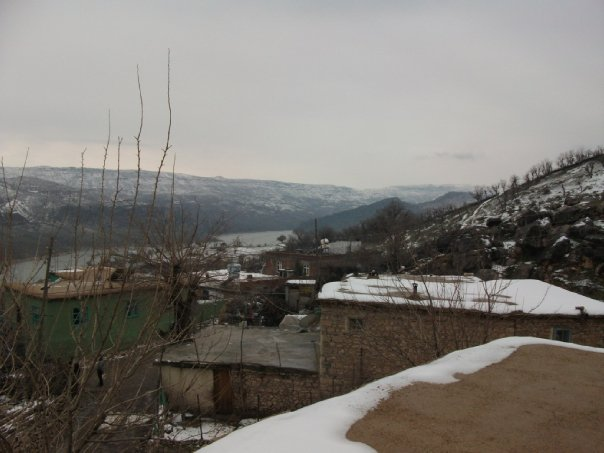

Geçitli là một xã thuộc huyện Gerger, tỉnh Adıyaman, Thổ Nhĩ Kỳ. Dân số thời điểm năm 2011 là 258 người.